# Illes Coco
|  | No s'ha de confondre amb les Illes Cocos (Austràlia). |

Les illes Coco (en birmà: ကိုကိုးကျွန်း) són un petit grup d'illes al nord-est de la badia de Bengala. Formen part de la regió de Yangon de Myanmar des de 1937. Les illes es troben a 414 km al sud de la ciutat de Yangon. Les illes Coco consten de cinc illes: quatre al Gran Escull de Coco i una al Petit Escull de Coco. Al nord d'aquest grup d'illes es troba l'illa de Preparis, que també pertany a Myanmar. Al sud es troba l'illa de Landfall, pertanyent a l'Índia.

## Història
Les illes estaven a l'antiga ruta comercial entre l'Índia, Birmània i el sud-est asiàtic i eren visitades regularment per vaixells. La Companyia Britànica de les Índies Orientals es va fer càrrec de les illes al segle XVIII, i després es va convertir en part del Raj britànic. Les illes Coco van proporcionar menjar a una colònia penal a Port Blair, a l'illa d'Andaman del Sud; la colònia es va establir el 1858 per retenir presoners de la rebel·lió índia de 1857.
Les illes van ser llogades a la família Jadwet a la dècada de 1860, que va construir un far a Table Island. Les illes es van considerar massa remotes per administrar-les des de l'Índia després que el comissari en cap de Port Blair va trigar moltes setmanes a conèixer un assassinat al far el 1877. El control es va transferir a la Birmània britànica el 1882. Les illes es van llogar comercialment a partir del 1878, però els intents de desenvolupar-les durant els següents 60 anys van fracassar.
Birmània va conservar les illes quan es va convertir en una colònia de la corona el 1937. El Japó va ocupar les illes entre 1942 i 1945, durant la Segona Guerra Mundial.